# Eliès El Ansari
Pas d'image ? Cliquez ici

a Compétitions nationales et continentales officielles uniquement.

b Matchs officiels uniquement.
Dernière mise à jour le 24 mars 2025.
Eliès El Ansari, né le 22 janvier 1997, est un joueur français de rugby à XV évoluant au poste de pilier gauche.

## Carrière

### Formation
Eliès El Ansari est issu du centre de formation du RC Massy. Entre 2017 et 2019, il intègre le centre de formation du Stade français Paris pour deux saisons.

### En club
Eliès El Ansari commence sa carrière professionnelle en Fédérale 1 avec son club formateur du RC Massy lors de la saison 2015-2016. En 2017, il tente l'aventure en rejoignant le Stade français Paris mais il ne jouera que 4 matchs de Top 14 et 6 de Challenge européen en deux saisons. En 2019, il retourne dans son club formateur.
Il rejoint la Pro D2 et Soyaux Angoulême XV Charente à partir de la saison 2020-2021. Mais sa première saison au club est contrariée par une grave blessure à l'épaule au mois d'août 2020 qui l'éloigne des terrains quasiment toute la saison car il fait sa première feuille de match fin mars 2021 pour le déplacement des siens chez Rouen Normandie rugby,.
Il s'engage avec le Rouen Normandie Rugby pour la saison 2023-2024. En juin 2024, Eliès El Ansari s’engage avec Colomiers Rugby pour deux saisons.

### En équipe nationale
Eliès El Ansari a disputé en 2016 le Tournoi des Six Nations et la Coupe du monde junior avec l'équipe de France des moins de 20 ans.

## Palmarès
Néant.